# Fußball-Stadtauswahl Hamburg
Die Fußball-Stadtauswahl Hamburg war die Zusammenfassung von Fußballspielern unterschiedlicher Fußballklubs des Hamburg-Altonaer Fußball-Bundes (HAFB, bis 1907), in späteren Jahren des NFV-Bezirks oder Landesverbands Hamburg zur Austragung von „Städtespielen“, die oftmals Freundschaftsspielcharakter hatten. Nominiert wurden durchweg auch Spieler aus Altona und anderen, (noch) nicht zum Stadtgebiet Hamburgs gehörenden Orten, so dass die Bezeichnung „Verbandsauswahl“ treffender ist.

## Geschichte
Stadtauswahlspiele fanden schon Ende des 19. Jahrhunderts, die meisten dann bis 1963 statt. Schon 1897 traf das HAFB-Team in Altona erstmals auf Dänemark (0:5); es war das erste Zusammentreffen einer offiziellen deutschen mit einer ausländischen Verbandsauswahl. Häufige Gegner waren in späteren Dekaden z. B. Berlin oder Wien. Zeitweise gab es pro Jahr ein Hin- und Rückspiel jeweils als Heim- und Auswärtsspiel.

## Spieler (Auswahl)
- Adolf Jäger
- Erwin Seeler
- Friedo Dörfel
- Tull Harder